# Pogonichthys ciscoides
Pogonichthys ciscoides är en fiskart som beskrevs av Hopkirk, 1974. Pogonichthys ciscoides ingår i släktet Pogonichthys och familjen karpfiskar. IUCN kategoriserar arten globalt som utdöd. Inga underarter finns listade i Catalogue of Life.